# (2563) Boyarchuk
(2563) Boyarchuk est un astéroïde de la ceinture principale.

## Description
(2563) Boyarchuk est un astéroïde de la ceinture principale. Il fut découvert le 22 mars 1977 à Naoutchnyï par Nikolaï Tchernykh. Il présente une orbite caractérisée par un demi-grand axe de 3,19 UA, une excentricité de 0,14 et une inclinaison de 2,0° par rapport à l'écliptique.

## Compléments